# Polla varipes
Polla varipes är en fjärilsart som beskrevs av Felder och Alois Friedrich Rogenhofer 1875. Polla varipes ingår i släktet Polla och familjen mätare. Inga underarter finns listade i Catalogue of Life.